# 喜入一倉町
喜入一倉町（きいれひとくらちょう）は、鹿児島県鹿児島市の町。旧揖宿郡喜入町大字一倉。郵便番号は891-0204。人口は371人、世帯数は202世帯（2020年4月1日現在）。面積は8.38平方キロメートル。

## 地理
鹿児島市の南部、八幡川の上流域に位置している。町域の北方に喜入町、南九州市知覧町永里、南方に喜入前之浜町、喜入生見町、南九州市頴娃町上別府、西方に南九州市知覧町東別府、東方に喜入町が接している。町域の中央部には鹿児島市立一倉小学校や鹿児島市観光農業公園がある。
交通は町域のほぼ中央部を東西に鹿児島県道232号知覧喜入線が通っている。また、小田代交差点で鹿児島県道234号石垣喜入線が分岐しており、指宿スカイラインの頴娃インターチェンジに接続している。

### 河川
- 八幡川

## 歴史

### 先史時代
一倉では縄文時代の縄文土器の破片が出土しており、1950年（昭和25年）に発見された鍋尾遺跡では縄文土器の破片や石斧などが発掘され、一倉・鬼ケ久保遺跡からは須恵器や土師器、鉄山尻遺跡からは縄文土器片が発掘された。

### 明治以降の一倉
1881年（明治14年）4月には現在の鹿児島市立一倉小学校の前身となる喜入小学校一倉分校が設置され、1887年（明治20年）には独立し一倉簡易小学校となった。
1889年（明治22年）の町村制施行により喜入郷の区域より喜入村が発足したのち、町村制に基づく区制が施行され、喜入村では小学校区ごとに区を設定することとなった。ただし一倉簡易小学校の校区は宮坂校区のうちとされた。1988年（昭和63年）までは大字前之浜及び大字中名のうちであったが、喜入町の行政区としての一倉はかねてより存在していた。

### 大字の設置以降
1988年（昭和63年）1月1日に大字前之浜（現在の喜入前之浜町）及び大字中名（現在の喜入中名町）の各一部より分割され、喜入町の大字「一倉」として設置された。分割された理由として「喜入町郷土誌」よれば『地区名（小学校区）と大字名の違いから生活に不便や不都合が生じた為』としている。
2004年（平成16年）11月1日に喜入町が日置郡松元町、郡山町、鹿児島郡吉田町、桜島町と共に鹿児島市に編入された。合併に際して設置された法定合併協議会である鹿児島地区合併協議会における協議によって、喜入町の区域の大字については「字の区域を廃止し、当該廃止された字の区域に相当する区域により新たに町の区域を設定し、その名称については表示案に基づき、各町の意向を尊重し合併までに調整するものとする」と協定された。
前述の協定に基づいて、合併前の10月26日に鹿児島県の告示である「 町の区域の設定及び字の廃止」が鹿児島県公報に掲載された。この告示の規定に基づき、それまでの大字一倉は廃止され、大字一倉の全域を以て新たに鹿児島市の町「喜入一倉町」が設置された。

### 字域の変遷
| 実施後                       | 実施年             | 実施前                         |
| ---------------------------- | ------------------ | ------------------------------ |
| 揖宿郡喜入町大字一倉（新設） | 1988年（昭和63年） | 揖宿郡喜入町大字前之浜（一部） |
| 揖宿郡喜入町大字一倉（新設） | 1988年（昭和63年） | 揖宿郡喜入町大字中名（一部）   |

## 人口
以下の表は国勢調査による小地域集計が開始された1995年以降の人口の推移である。
| 年                 | 人口 |
| ------------------ | ---- |
| 1995年（平成7年）  | 573  |
| 2000年（平成12年） | 563  |
| 2005年（平成17年） | 508  |
| 2010年（平成22年） | 476  |
| 2015年（平成27年） | 427  |

## 史跡

### 市指定
- 喜入牧の苙跡（記念物（史跡））[26]

## 施設

### 公共
- 鹿児島市観光農業公園
2012年（平成24年）11月15日に開園した鹿児島市により整備された農業公園。農産物直売所や循環型農業に関する学習棟などが設置されている[27]。
- 小田代地区林業振興会集会所
- 喜入の森キャンプ場

### 教育
- 鹿児島市立一倉小学校[28]

### 郵便局
- 一倉簡易郵便局[29]
1962年（昭和37年）12月1日設置[30]。

### 寺社
- 山之神神社

## 小・中学校の学区
市立小・中学校に通う場合、学区（校区）は以下の通りとなる。
| 町丁       | 番・番地 | 小学校               | 中学校               |
| ---------- | -------- | -------------------- | -------------------- |
| 喜入一倉町 | 全域     | 鹿児島市立一倉小学校 | 鹿児島市立喜入中学校 |

## 交通

### 道路
主要地方道
- 鹿児島県道17号指宿鹿児島インター線（一般有料道路指宿スカイライン）

一般県道
- 鹿児島県道232号知覧喜入線
- 鹿児島県道234号石垣喜入線